# Shabazz Palaces

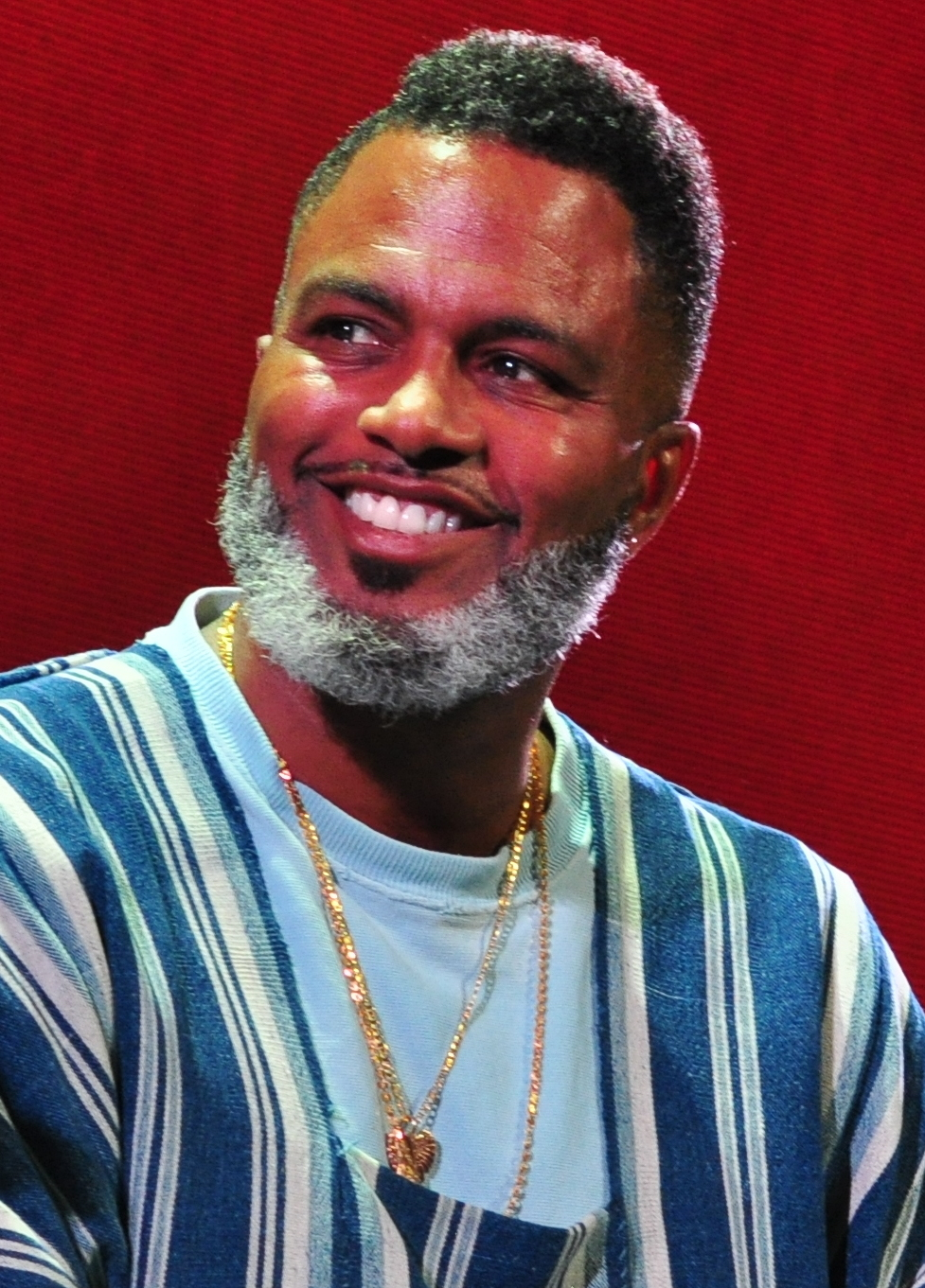
Ishmael Butler.

Shabazz Palaces est un groupe de hip-hop expérimental américain basé à Seattle. Leur premier album, Black Up, est sorti le 28 juin 2011.

## Composition
Le groupe est composé de deux membres : Ishmael Butler alias Palaceer Lazaro, ancien membre de Digable Planets et Tendai Baba Maraire, fils de Dumisani Maraire.

## Discographie

### Albums studio
- 2009 - Of Light (Ep)
- 2009 - Shabazz Palaces (Ep)
- 2011 - Black Up
- 2014 - Lese Majesty
- 2017 - Quazarz: Born On A Gangster Star
- 2017 - Quazarz vs. The Jealous Machines
- 2020 - The Don Of Diamond Dreams
- 2023 - Robed in Rareness (Mini-album)
- 2024 - Exotic Birds of Prey (Mini-album)

### Compilations & Live
- 2016 - Live at Third Man Records (Performances enregistrées à Third Man Records le 17 janvier 2015)
- 2021 - The Lost Vibes Of Shabazz: The Skrilla Scrolls (Album de raretés et inédits)

### Articles
- (en) Nitsuh Abebe, « Shabazz Palaces: Steely, Brilliant Hip-Hop Mysticism », New York Magazine,‎ 30 juin 2011 (lire en ligne)
- (en) Jon Caramanica, « Left-Field Hip-Hop, Coherently Disjointed », The New York Times,‎ 17 octobre 2010 (lire en ligne)
- (en) Sasha Frere-Jones, « Organized Confusion: Shabazz Palaces' sounds and symbols », The New Yorker,‎ 29 août 2011 (lire en ligne)
- (en) Matthew Perpetua, « Band to Watch: Shabazz Palaces Make Heady, Atmospheric Hip-Hop », Rolling Stone,‎ 28 juillet 2011 (lire en ligne)
- Francis Dordor, « Le hip-hop déjanté de Shabazz Palaces », Les Inrockuptibles,‎ 25 août 2011 (lire en ligne)
- « Le grand espoir Shabazz Palaces annonce son premier album », Tsugi,‎ 9 mars 2011 (lire en ligne)